# Rey Mysterio
Óscar Gutiérrez Rubio (nascut l'11 de desembre del 1974) més conegut al ring com Rey Mysterio, és un exlluitador professional estatunidenc que treballava a la marca RAW de World Wrestling Entertainment (WWE).

## Carrera
L'any 2002, Rey Mysterio signà un contracte amb la World Wrestling Entertainment (WWE). Començà la seva carrera a la WWE al programa o marca SmackDown!.
Rey Mysterio i Edge van fer parella per guanyar el WWE Campionat per Parella però després de perdre els títols, van deixar de fer parella. Al Wrestlemania XIX (2003), Rey Mysterio retà a Matt Hardy pel WWE Campionat Pes Creuer, però Mysterio no va poder guanyar el combat per la intervenció d'en Shannon Moore.
Després d'unes setmanes, guanyaria el WWE Campionat Pes Creuer a en Matt Hardy al programa SmackDown! a San Diego.
Mysterio perdria el títol més tard a favor de Tajiri.
L'any 2005, Rey Mysterio va fer parella amb el llavors campió dels pesos pesants Batista per guanyar el WWE Campionat per Parella a Joey Mercury i a John Morrisson.
Després, Morrisson i Mercury van tenir la revenja a SmackDown! pels Campionats per parella, aquests van recuperar els títols després que Mark Henry atacà en Batista. A la setmana següent, Rey Mysterio i Batista van tenir la revenja pels títols en una lluita dins d'una gàbia d'acer on Morrisson i Mercury van tenir un altre cop l'ajuda d'en Mark Henry qui entrà a la gàbia i colpejà en Batista i en Rey Mysterio amb la porta de la gàbia.
El 2006, Rey Mysterio participà en el WWE Royal Rumble esdeveniment que guanyà en eliminar Randy Orton i es guanyà el dret de lluitar pel WWE World Heavyweight Championship que llavors tenia Kurt Angle.
A SmackDown!, Randy Orton, provocà a Mysterio dient-li que el seu recentment mort amic Eddie Guerrero no estava allà a dalt al cel sinó a l'infern. En Rey es llançà sobre Orton i li pegà.
Al PPV d'abril (Wrestlemania 22) hi va haver una lluita de triple amenaça pel WWE World Heavyweight Championship entre Kurt Angle (el llavors campió), Randy Orton i Rey Mysterio on aquest últim guanyà el combat i el títol convertint-se així en el Campió del Món dels Pessos Pesants
Sent ja campió, JBL, intentà treure-li el cinturó i el posà a lluitar a SmackDown! contra The Great Khali, Mark Henry i Kane (un per setmana) i a l'esdeveniment Judgement Day del 2006, JBL lluità contra el Rey pel campionat però Mysterio guanyà amb un 619.
A l'event The Great American Bash, Rey Mysterio lluità pel WWE World Heavyweight Championship contra King Booker, Mysterio estava dominant en Booker, per error van colpejar a l'àrbitre i l'amic d'en Rey, Chavo Guerrero entrà al ring amb una cadira; en Rey pensà que l'ajudaria però en Chavo colpejà al Rey i en Booker aprofità per guanyar el WWE World Heavyweight Championship. Després Rey Mysterio lluità contra el seu ex-amic Chavo Guerrero a Summerslam on Mysterio guanyà. En un episodi de SmackDown! d'octubre del 2006, hi va haver un lluita, en la qual per guanyar el teu rival s'ha de rendir, entre Mysterio i el Chavo Guerrero en la qual, Chavo guanyà i lesionà el genoll d'en Rey.
Està previst que en Rey Mysterio torni a lluitar a l'esdeveniment SummerSlam del 2007.
Va tornar a la WWE durant el Royal Rumble 2018 entrant com a 27é lluitador. Va ser eliminat per Finn Balor.

## Lluitant

### Finishers
- 619 Seguit de: 
  - West Coast Pop
  - Da San Diego Drop
  - Droppin' Da Dime
  - 'Pickin' Da Dime
- Top rope headscissors takedown/Super Hurricanrana
- Tornado DDT

### Moviments propis
- Mysterio Rana
- Mysterio Express
- Air Mysterio
- Crossbody press
- Second rope springboard

## Malnoms
- El Chico De Tecnico
- The Technical Kid
- The Underdog
- The Giant Killer
- The Human Highlight Reel
- Super Nino
- King Mystery
- Mystery King Jr.
  - WWE World Heavyweight Championship (1 cop)
  - Guanyador del WWE Royal Rumble del 2006.